# 로빈 워드

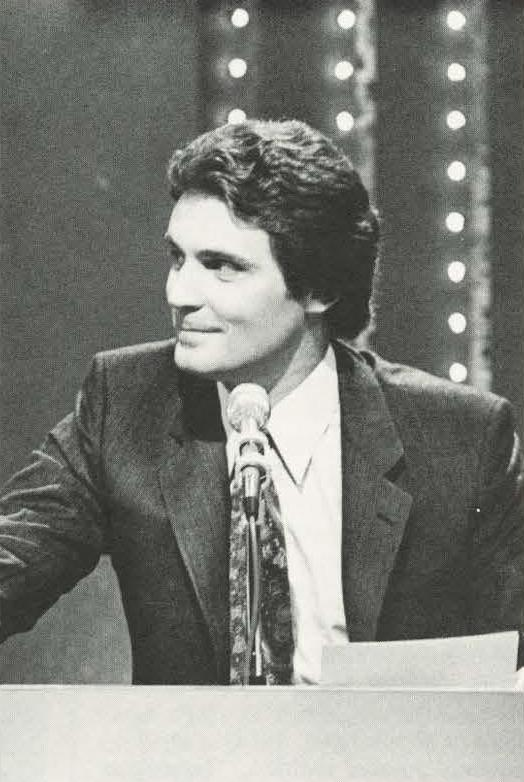

로빈 워드(Robin Ward, 1944년 4월 10일 ~ )는 캐나다의 배우, 영화배우, 텔레비전 배우이다.
캐나다에서 태어났다.

## 영화
- 쏘우 2 (2005년)
- 랜드 오브 데드 (2005년)
- 메일 투 더 치프 (2000년)
- 허리케인 카터 (1999년)
- 머더 게임 (1999년)
- 나이트 히트 (1985년)
- 환상 특급 - 80년대 TV 시리즈 (1985년)
- 호보 (1979년)